# 三美神

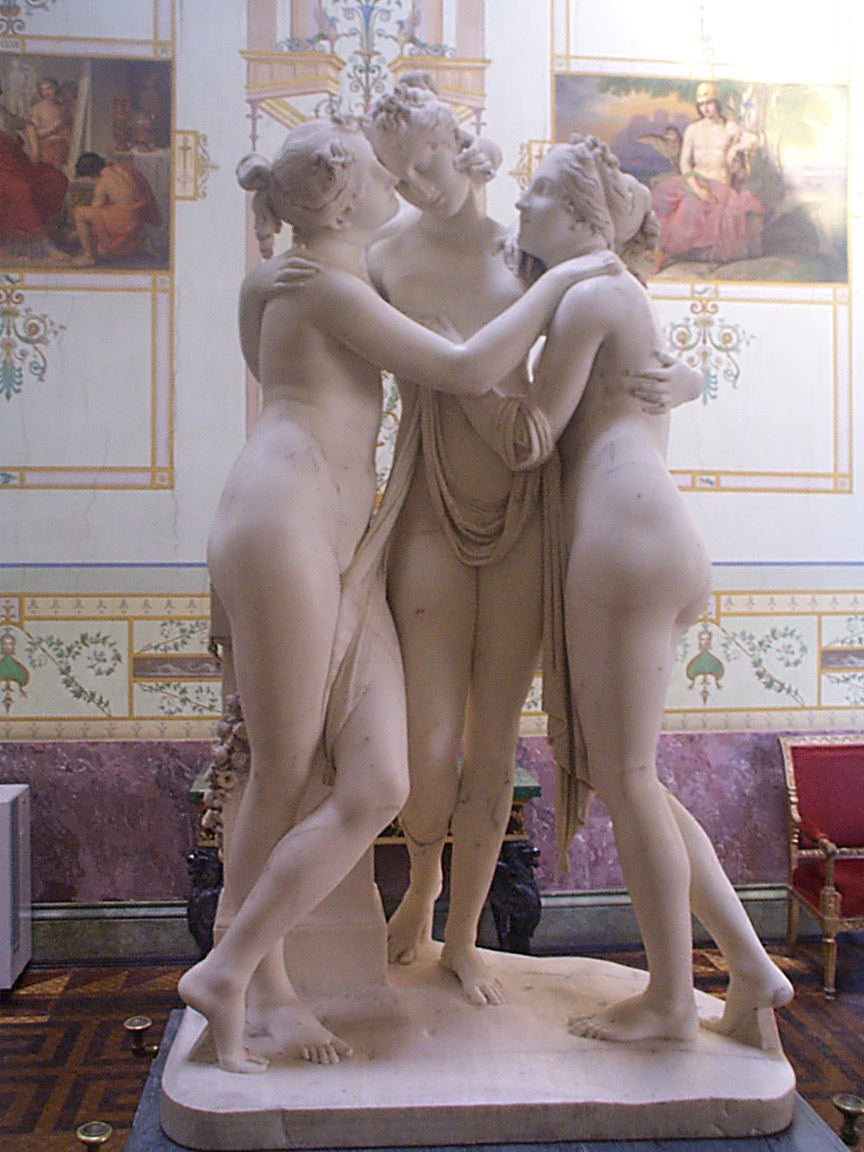
アントニオ・カノーヴァ作の三美神像。エルミタージュ美術館蔵

三美神（さんびしん、The Three Graces）とは、ギリシア神話とローマ神話に登場する美と優雅を象徴する三人の女神。ラファエロ・サンティの作品やサンドロ・ボッティチェッリの「春」にも描かれている。
ギリシア神話に登場する三美神で、それぞれ魅力(charm)、美貌(beauty)、創造力(creativity)を司っている。一般的には、ヘーシオドスの挙げるカリスのアグライアー、エウプロシュネー、タレイアとされている。一部にはパーシテアー、カレー、エウプロシュネーの3柱を三美神とする説もある。また、パリスの審判に登場する美しさを競うヘーラー、アテーナー、アプロディーテーも指すことがあり、分別に権勢、知恵、美貌を象徴する。
ローマ神話に登場する三美神で、それぞれ愛(amor)、慎み(castitas)、美(pulchritude)を司っている。ギリシア神話の美しさを競う三美神と対応させて、主にユーノー、ミネルウァ、ウェヌスが有名。

## ギャラリー

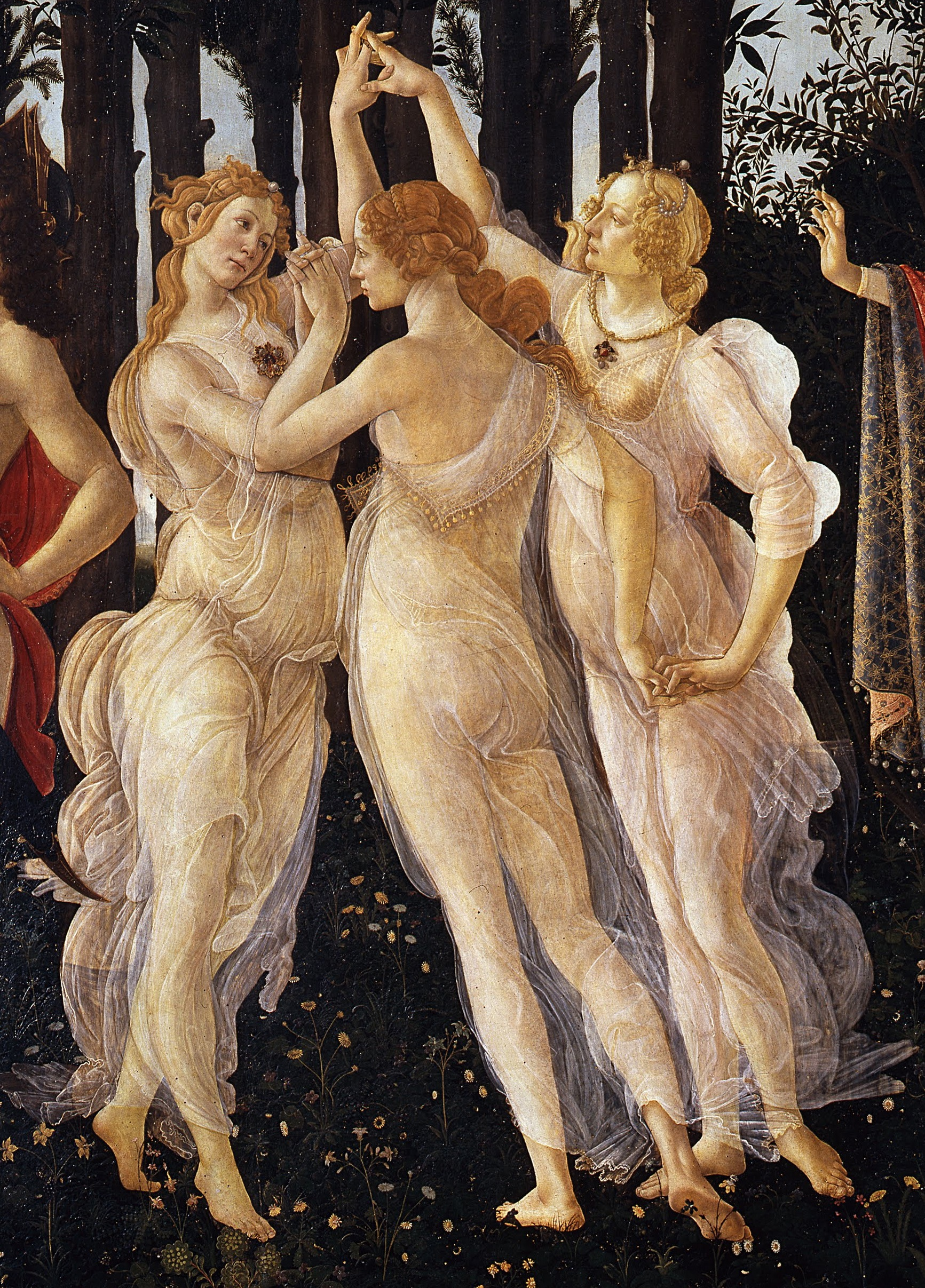
サンドロ・ボッティチェッリ『春（プリマヴェーラ）』細部（1482-1485年頃） ウフィツィ美術館所蔵
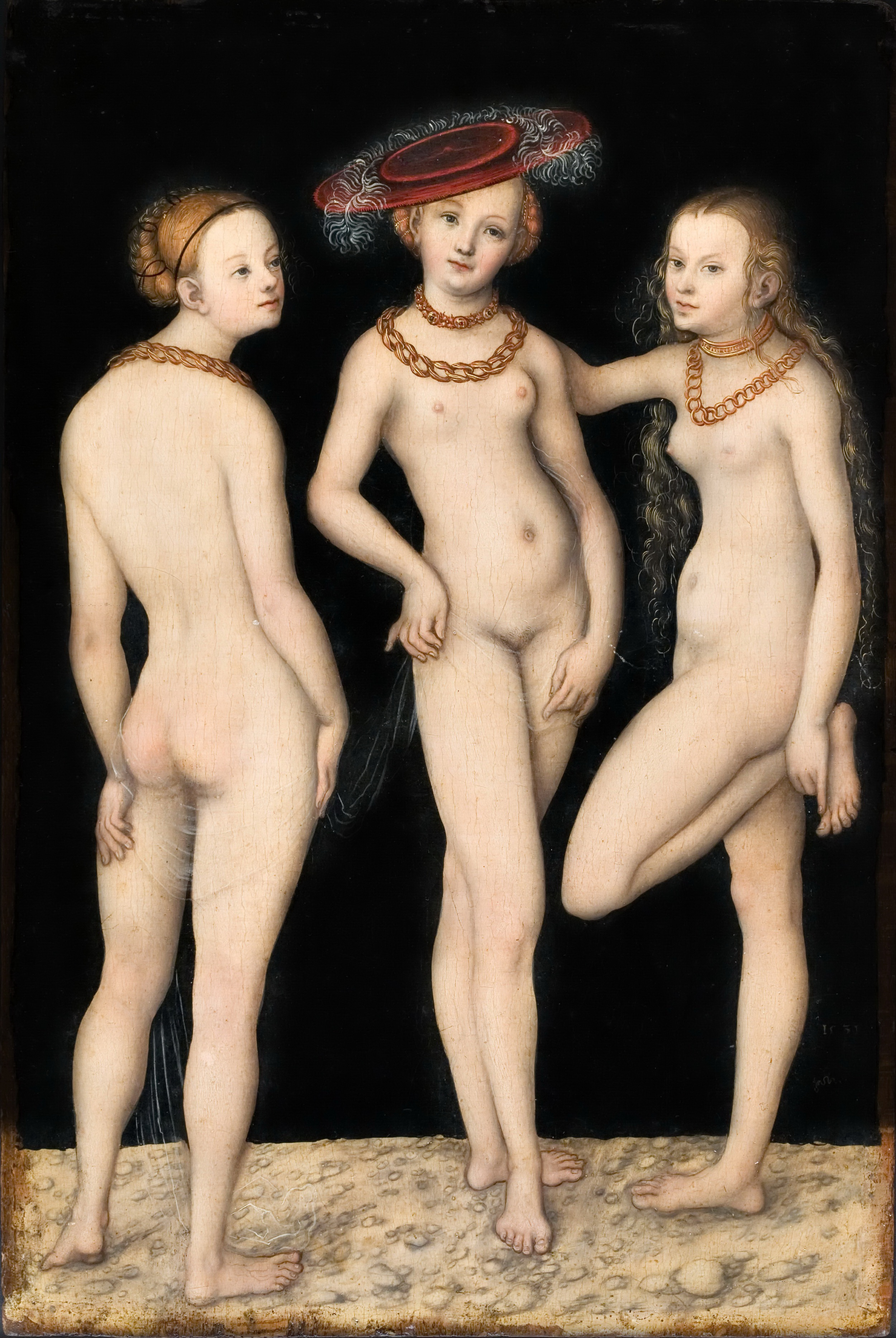
ルーカス・クラナッハ『三美神』（1531年）ルーヴル美術館所蔵
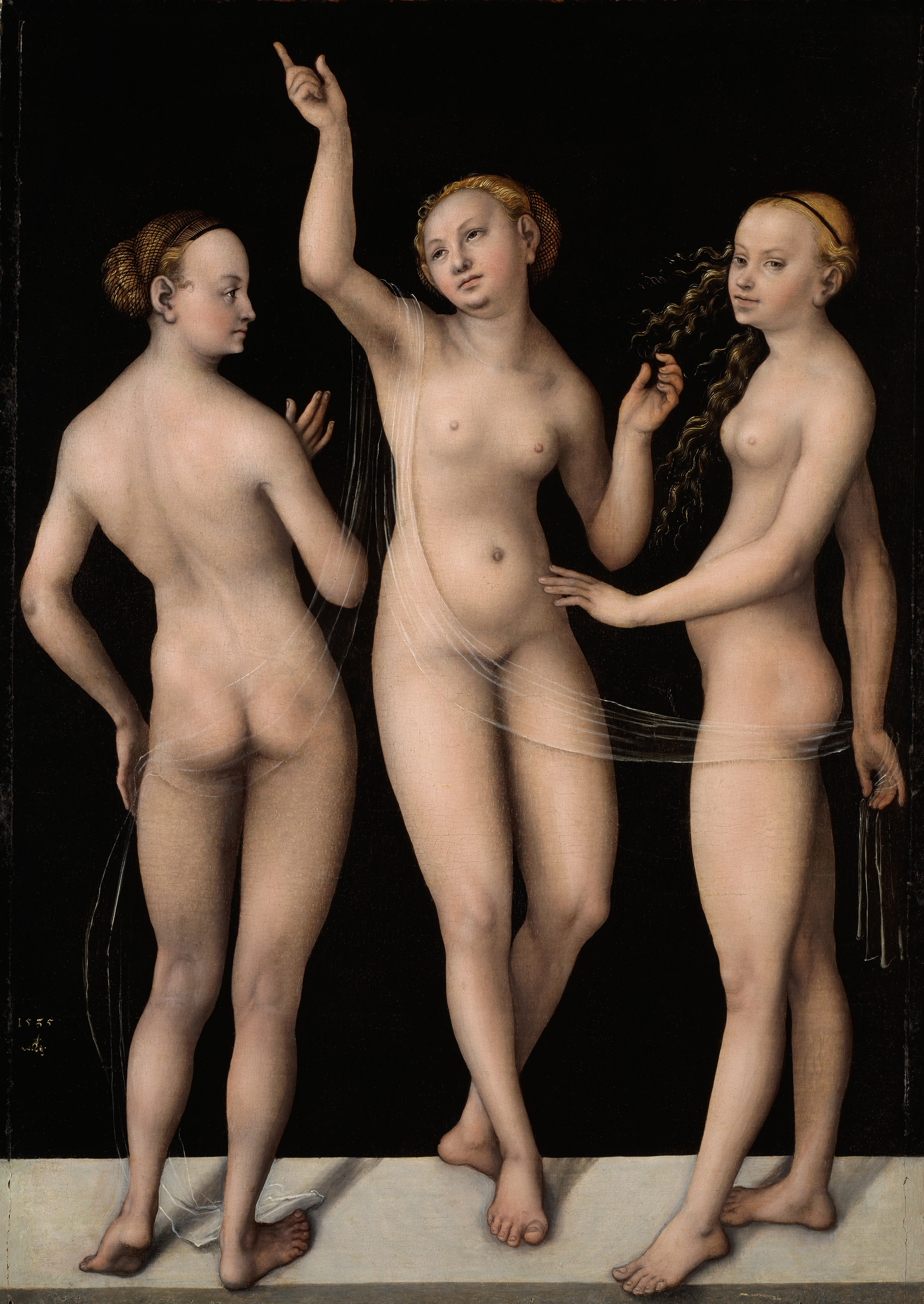
ルーカス・クラナッハ『三美神』（1535年）ネルソン・アトキンス美術館所蔵
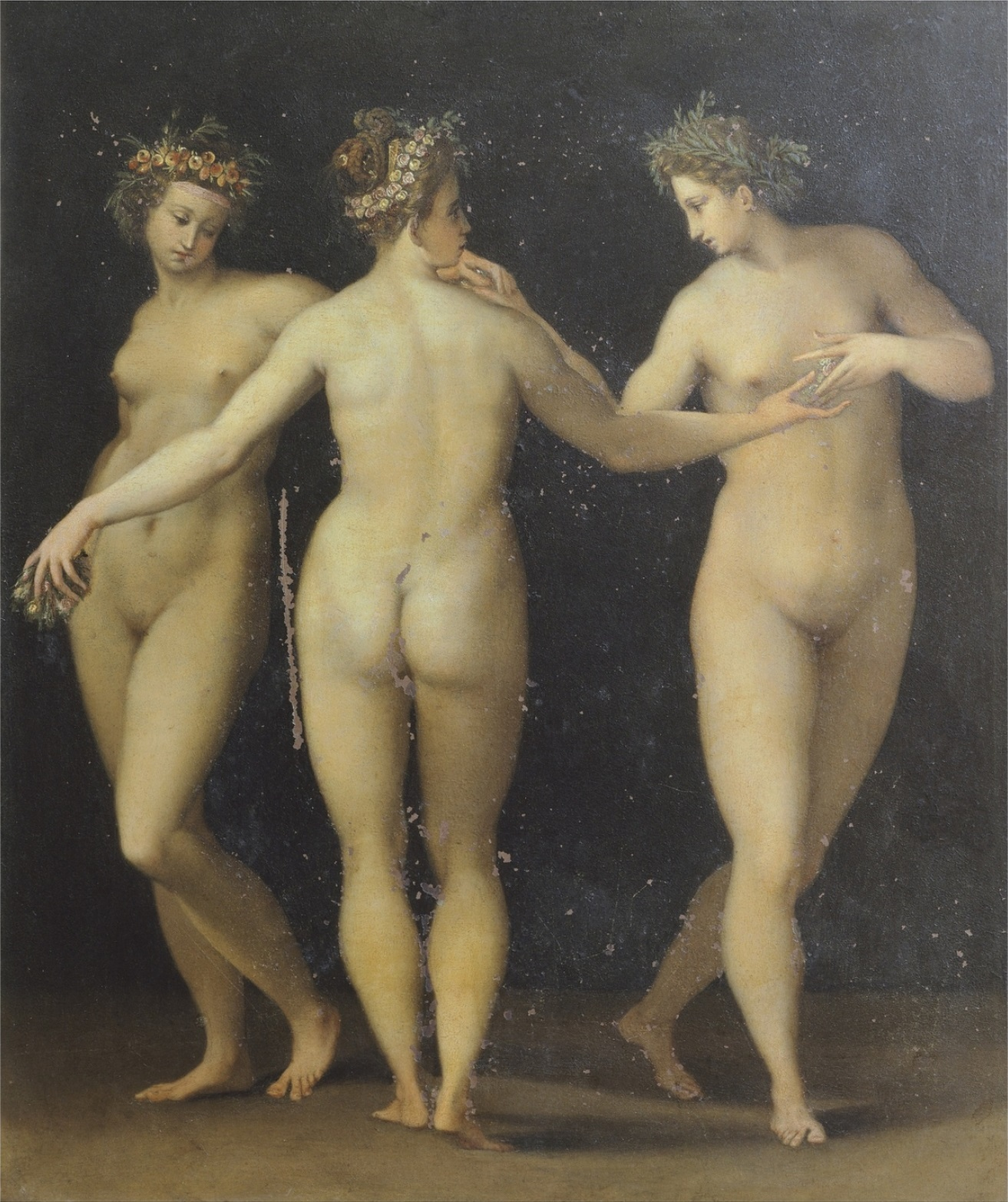
フランチェスコ・モランディーニ（英語版）『三美神』（1570年） ウフィツィ美術館所蔵
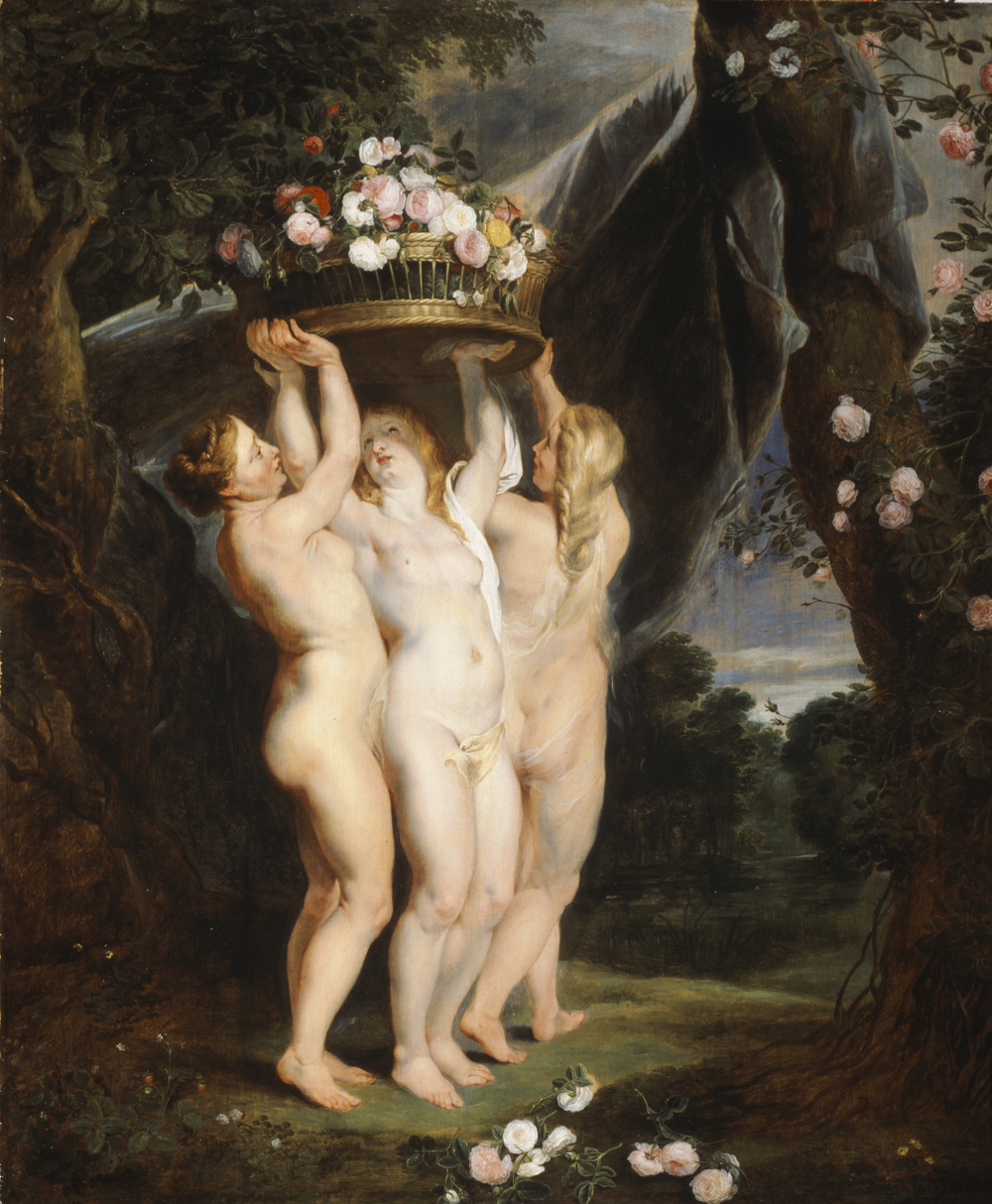
ピーテル・パウル・ルーベンス『三美神』（1620-1624年頃） ウィーン美術アカデミー所蔵
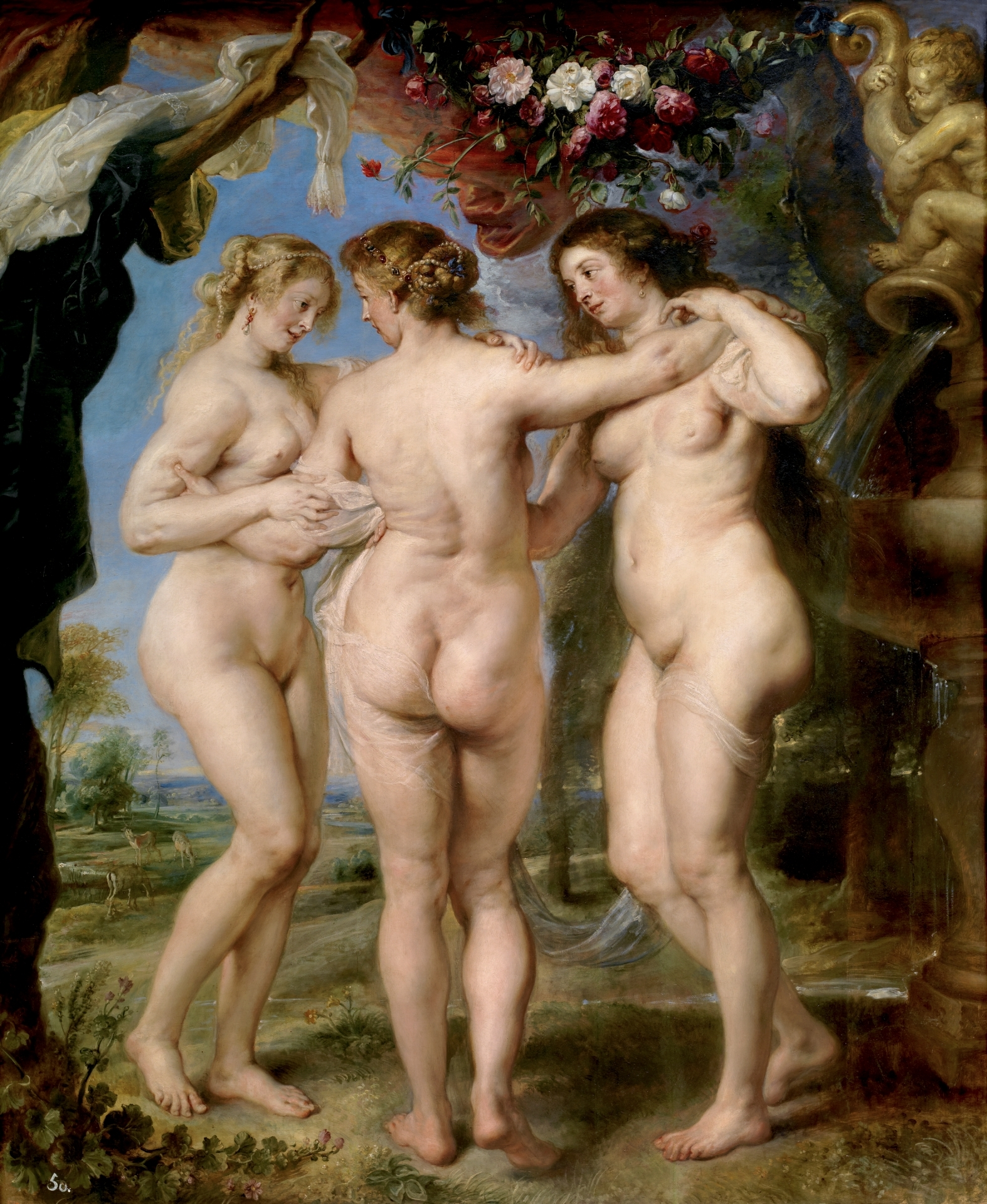
ピーテル・パウル・ルーベンス『三美神』（1635年頃） プラド美術館（マドリード）所蔵
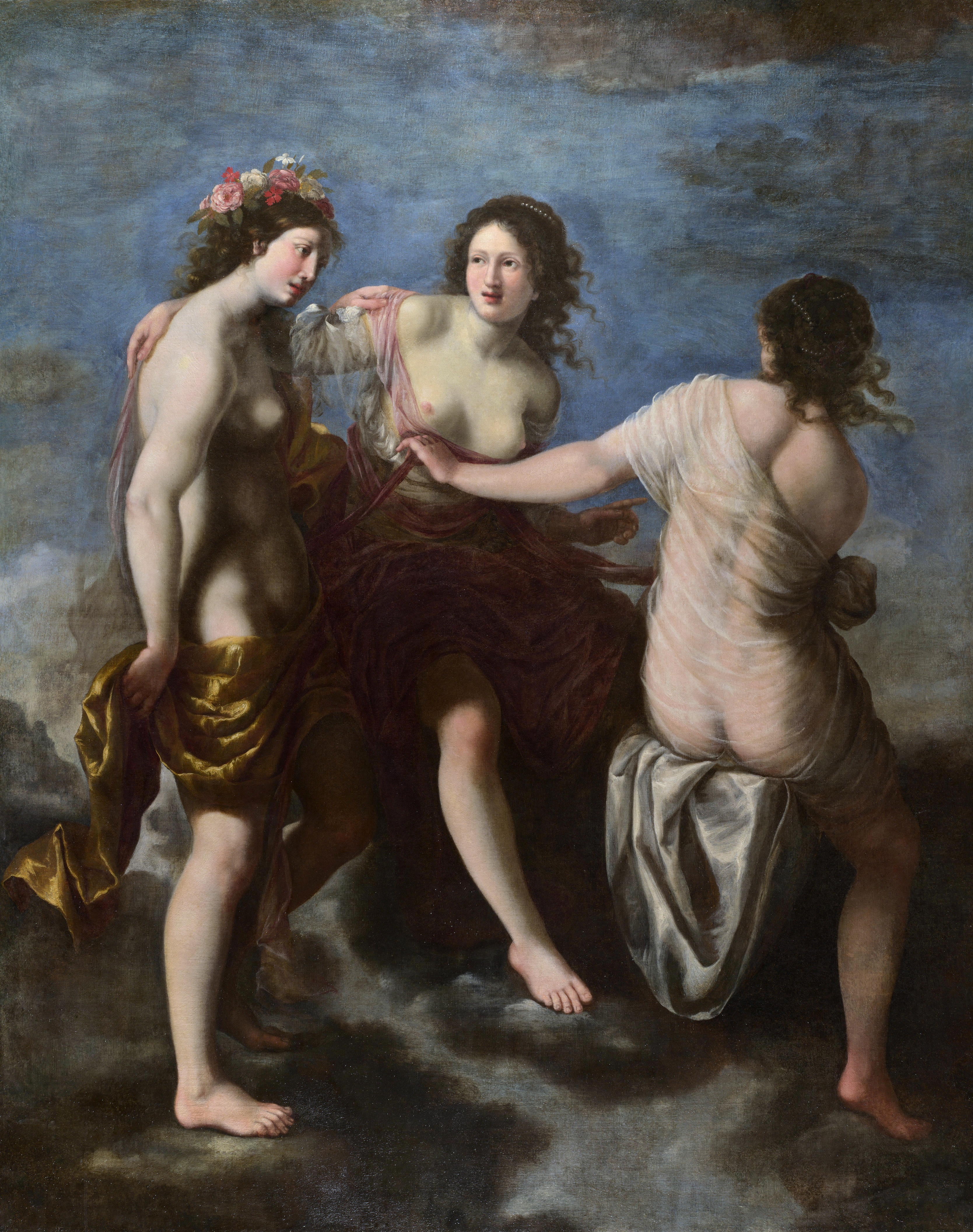
フランチェスコ・フリーニ『三美神』（1638年） ナショナル・ギャラリー所蔵
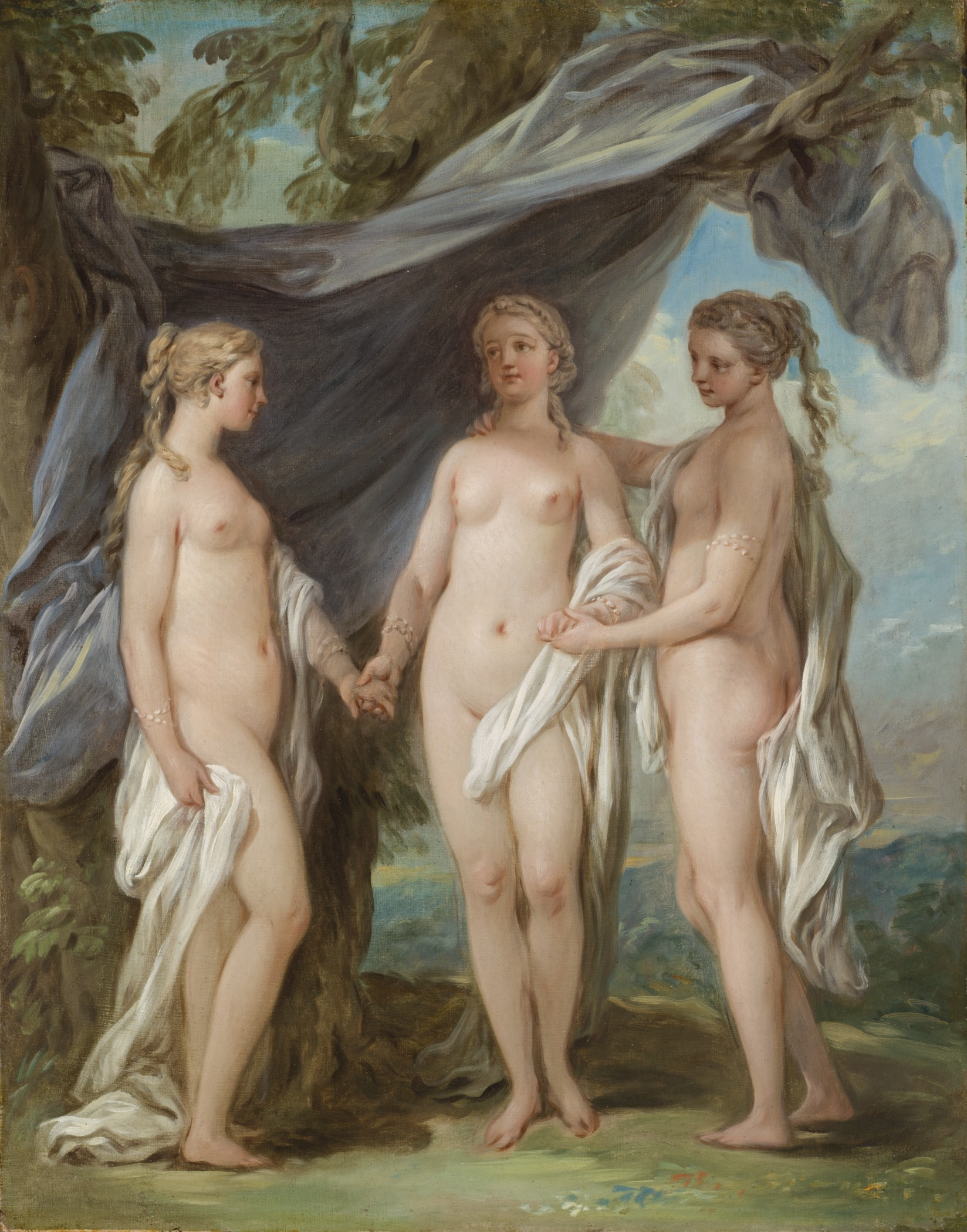
シャルル＝アンドレ・ヴァン・ロー『三美神』（1763年） ロサンゼルス・カウンティ美術館所蔵
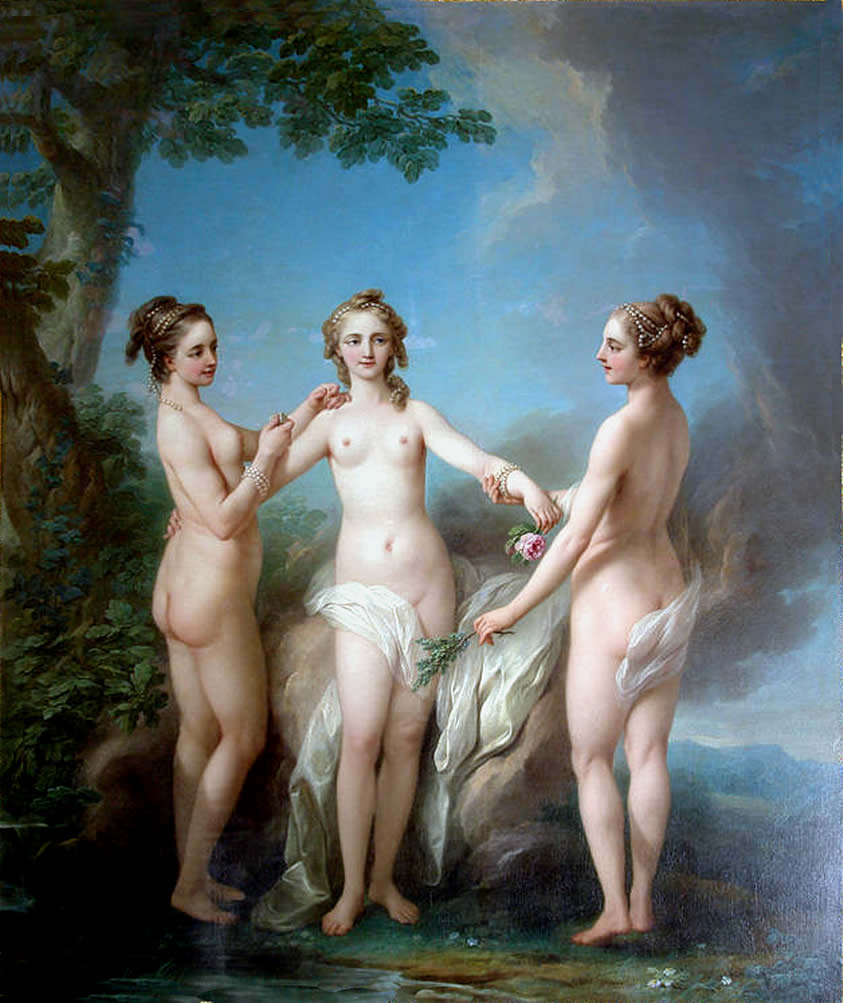
シャルル＝アンドレ・ヴァン・ロー『三美神』（1765年） シュノンソー城所蔵
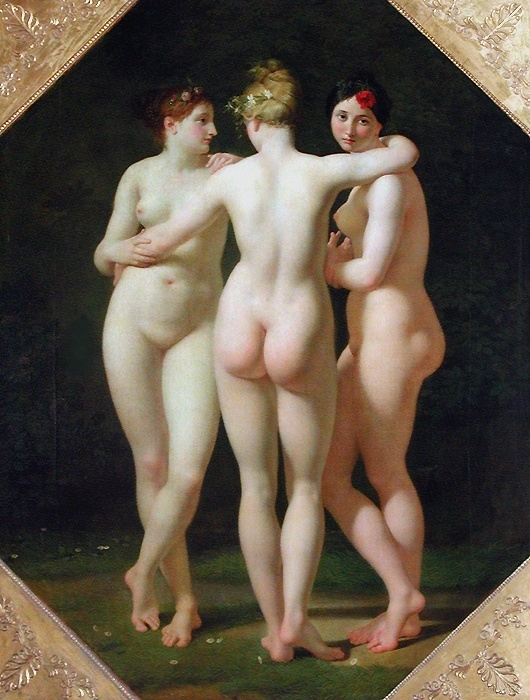
ジャン＝バプティスト・ルニョー『三美神』（1793-1794年頃） ルーヴル美術館所蔵
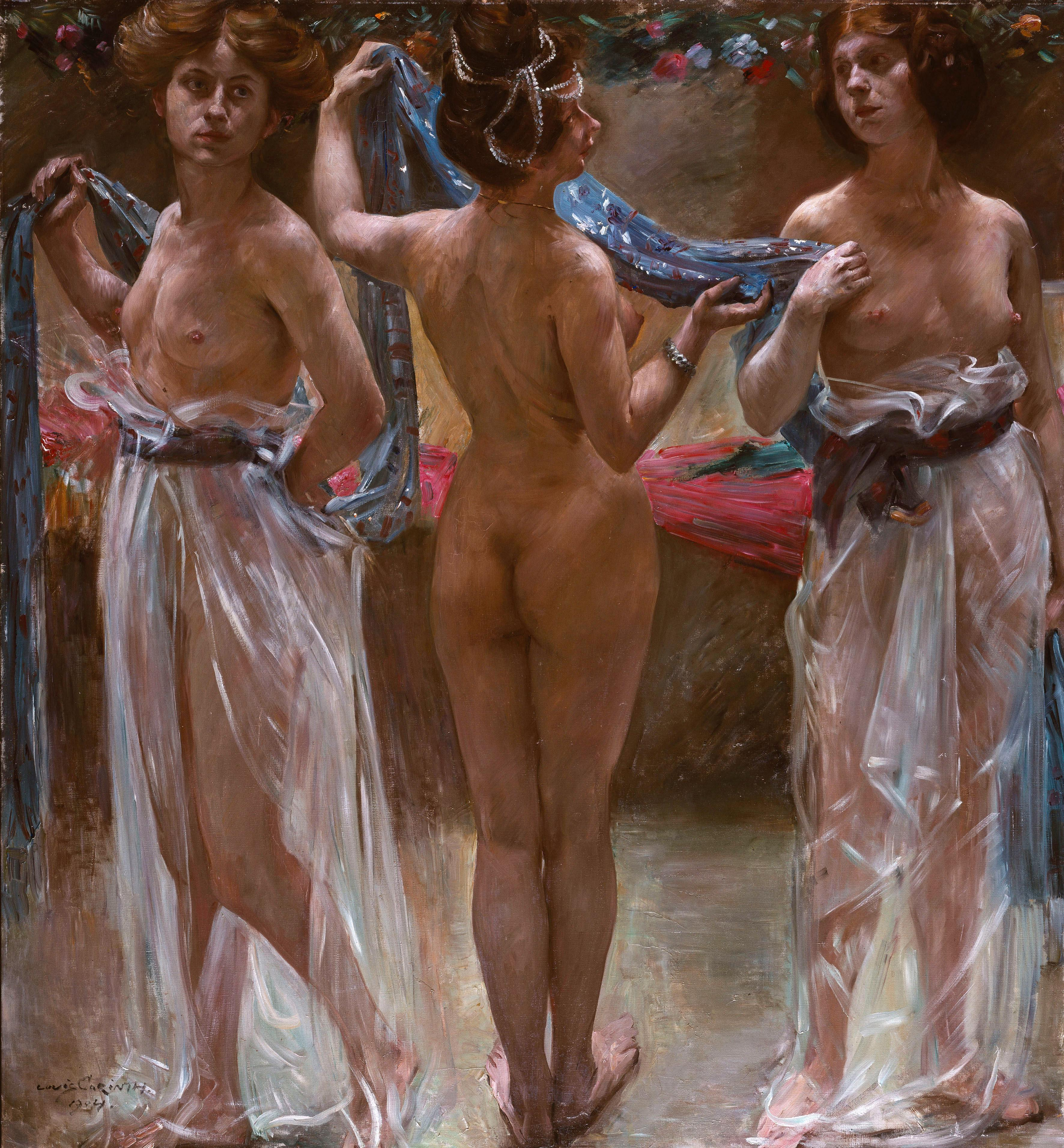
ロヴィス・コリント『三美神』（1904年） レーゲンスブルク美術館（ドイツ語版）所蔵